# The Masterboy Family
Masterboy Family — дебютный альбом группы Masterboy, выпущеный в 1991 году лейблом Polydor .
Из альбома были выпущены синглы «Dance To The Beat», «Shake It Up And Dance», «I Need Your Love» и «Keep On Dancing».

## Предыстория
В 1989 году музыкант Энрико Цаблер и диджей Томми Шлех встретились в лондонском клубе и решили создать музыкальный проект. В январе 1990 года они основали Masterboy и выпустили свой первый сингл «Dance To The Beat», который неожиданно стал хитом и оставался в немецких чартах в течение 16 недель. Позже к группе присоединились Дэвид Аттерберри и Менди Ли.
В конце 1990 года они выпустили новый хит «Shake Up And Dance», который возглавил чарты в начале 1991 года. Участники группы приступили к работе над дебютным альбомом, активно выступая на мероприятиях и в СМИ. Masterboy набирали популярность, и их приглашали выступать на закрытых вечеринках.
В 1991 году группа стала известна по всей Европе и выпустила альбом The Masterboy Family. Британская группа Pet Shop Boys предложила выпустить "Shake Up And Dance" в Великобритании. Вскоре после этого вышел третий сингл «I Need Your Love».

## Трек-лист
1. Dance To The Beat (Remix) - 5:00
2. Indian Grave  - 4:02
3. Pump It Up - 4:26
4. Masterboy Theme - 4:40
5. Summer-Night - 3:33
6. I Need Your Love - 4:15
7. Shake It Up And Dance (Remix) - 6:23
8. Keep On Dancing - 4:31
9. Cause We Do It Again - 5:23
10. Twilight Zone - 4:26
11. Dance To The Beat (Rap Version) - 5:00